# Marc Perruchoud
Marc Perruchoud (ur. 25 sierpnia 1928 w Chalais, zm. 6 grudnia 2007) – szwajcarski piłkarz występujący na pozycji obrońcy.

## Kariera klubowa
Perruchoud rozpoczął zawodową karierę w sezonie 1953/1954 w zespole FC Fribourg. W lidze szwajcarskiej zadebiutował 6 września 1953 w wygranym 2:1 pojedynku z FC Basel. We Fribourgu spędził sezon 1953/1954, po czym odszedł do ligowego rywala – Lausanne Sports, z którym w sezonie 1954/1955 wywalczył wicemistrzostwo Szwajcarii. W sezonie 1956/1957 dotarł z nim natomiast do finału Pucharu Szwajcarii, w którym zespół Lausanne został pokonany przez FC La Chaux-de-Fonds.
W 1959 roku odszedł do drugoligowego FC Sion, w którym trzy lata później zakończył karierę.

## Kariera reprezentacyjna
W reprezentacji Szwajcarii zadebiutował 11 marca 1956 w wygranym 3:1 towarzyskim meczu z Belgią. W drużynie narodowej rozegrał pięć spotkań, wszystkie w 1956 roku.